# ロシアのウクライナ侵攻による経済的影響
ロシアのウクライナ侵攻による経済的影響（ロシアのウクライナしんこうによるけいざいてきえいきょう）では、2022年2月24日に開始されたロシアのウクライナ侵攻による経済的影響について述べる。同年2月24日にロシア連邦がウクライナへの攻撃を開始すると、国際社会による対ロシア経済制裁が発動され、両国内のみならず世界経済全体に経済的影響が波及した。2024年時点でも進行中の出来事であり、現在に至るまで拡大し続けている。

## ウクライナ経済への影響
ロシアによる攻撃・占領はウクライナの人命だけでなく経済にも大きな打撃を与えており、ウクライナのユリア・スビリデンコ第一副首相兼経済相は2022年3月28日、ウクライナがこうむる被害額や経済的損失が今後の発生見通し分を含めて5649億ドル（約70兆円）に及ぶとの見通しを明らかにした。ウクライナ国立銀行（NBU、中央銀行）のシェフチェンコ総裁が日本の『朝日新聞』に対して明らかにした社会インフラなどの物的被害額の推計値は1000億ドル（約13兆円）である。
インフラの破壊でウクライナではインフレーションが進み、NBUは2022年6月2日、年10％だった政策金利を25％に引き上げると発表した。この利上げには、ウクライナ通貨フリヴニャを売って外貨を買おうとする国民の動きに対する通貨防衛の狙いもある。
2022年7月26日、ウクライナ国営ガス会社「ナフトガス」がデフォルトに陥った。ウクライナ政府系企業がデフォルトに陥るのはロシアによる侵攻開始以降で初めてとなる。
2022年7月29日、S&P はウクライナの格付けを「CCC＋」から「CC」に引き下げた。同国が対外債務返済の繰り延べに同意を求めたため、「外貨建て債務のデフォルトはほぼ確実だと考える」と説明した。

## ロシア経済への影響
ロシアも、ウクライナでの戦費負担、後述する西側諸国からの経済制裁や外国企業の撤退に加えて、食料品・燃料価格のインフレ、産業や産業や研究開発の担い手である技能を持った国民のロシアからの脱出により経済的打撃を受けている。ロシアは開戦後、自国の貿易データ公表を取りやめたが、フィンランドの研究機関BOFITのイイカ・コルホネン調査部長の分析によると、西側諸国だけでなく、対露経済制裁に参加していない中華人民共和国（中国）やベトナムのデータも対露輸出（ロシアの輸入）が2022年4月は減少した。

### 背景
2014年以来、ロシアはクリミア併合に対する経済制裁の発動で経済成長が阻まれていた。
2019年末からの新型コロナウイルス感染症の世界的流行によって世界各国に様々な経済的影響が発生し、2020年2月からは2020年の株価大暴落が発生し、2020年から2021年にかけてロシアの経済も打撃を受けた。
2020年にはサウジアラビアとの原油価格戦争も、原油と天然ガスを主要輸出品とするロシアの経済に影を落とした。2021年にはロシアがウクライナとの国境近くに軍を集結させて緊張を高め、これに追加制裁がなされた。

### 国際社会によるロシアへの経済制裁

2022年ロシアのウクライナ侵攻に対する国際社会の反応。
----
侵攻を非難した国
中立の立場を取っている国
NATOまたはウクライナが侵攻を誘発したと非難した国
不明
----
ロシア
ウクライナ

ロシア
----
ロシアに対する制裁を導入している国:
制裁を導入している国
制裁を導入しているEU加盟国

ロシアによるウクライナ侵攻以降、西側諸国はロシアに対する制裁を順次発表し、制裁が拡大している。以下、経済制裁を実施している国を列挙する。

#### EUおよび加盟諸国
- 欧州連合（EU）
  - 2月22日、ジョセップ・ボレル欧州連合外務・安全保障政策上級代表（外相に相当）は、ウクライナ領内の離脱地域に対するロシアとしての承認に賛成票を投じた国家院の全てのメンバーをブラックリストに載せ、欧州連合（EU）投資家によるロシア国債の取引を禁止した[24]。「離脱地域」については「ドネツク人民共和国とルガンスク人民共和国の独立承認に関するウラジーミル・プーチンの演説」参照。
  - 2月24日、EU緊急首脳会議でウクライナの大統領ウォロディミル・ゼレンスキーがオンラインで参加し、国際銀行間の送金・決済システムである国際銀行間通信協会（SWIFT）のロシア排除を求めたが、ロシアに天然ガス輸入を依存するドイツやイタリア、ハンガリーなどが難色を示した[25]。その後イタリアが容認姿勢を見せ、2月26日、ドイツがロシアを部分的に排除する考えを示した[26]。
  - 2月26日、アメリカ合衆国、イギリス、ドイツ、イタリア、カナダ、欧州委員会は、国際銀行間の送金・決済システムである国際銀行間通信協会（SWIFT）からのロシア排除に合意し、ロシア連邦中央銀行にも制裁を科し、外貨準備に対する制限を行うとした[27][28][29]。2月27日夜、日本も同様にSWIFTからロシアの一部銀行を排除すると表明した[30]。
  - 2月27日、ウルズラ・フォン・デア・ライエン欧州委員会委員長は、ロシアの航空機に対しEUの全空域を閉鎖すると発表した。これにより、ロシアの航空会社や個人のプライベートジェットはEU上空の飛行や域内の空港の利用が不可能となった[31]。
  - 3月8日、欧州委員会は、ロシア産天然ガスの依存度を年内に約6割低下させ、「2030年よりかなり前に」依存をゼロにする計画を発表した[32]。
  - 3月9日、ベラルーシについてもSWIFTから3銀行を排除することを決定した[33]。
  - 3月12日、ロシア7銀行のSWIFTからの排除措置が発効。なお、ロシア最大手のズベルバンクや、国有ガス会社ガスプロム傘下のガスプロムバンク排除は見送られた[34]。
  - 3月14日、ロシアへの追加制裁を導入。3人の外交官はAFP通信の取材に対し、制裁対象となるロシア人富豪のリストにロマン・アブラモヴィッチの名前が追加されたと明かした[35]。
  - 3月15日、ロシアのエネルギー部門への投資、高級品の輸出、ロシアからの鉄鋼製品輸入の禁止を盛り込んだ追加制裁を承認した。ロシアを支援する企業経営者の資産も凍結される。これらは即日適用された[36]。
  - 同日、EUにある格付け会社に対し、ロシアの国債と企業の格付けを禁止することを決めた[37]。
- ドイツ - 2月22日、オラフ・ショルツ首相は、ノルドストリーム2パイプラインの認証プロセスを停止すると発表した[38]。3月7日、ショルツ首相は、ヨーロッパがロシアからの輸入に頼らずにエネルギー供給を確保することは不可能との見解を示した[39]。
- イタリア - 3月5日、オリガルヒと呼ばれるロシア新興財閥5人が所有する邸宅やヨット1億4300万ユーロ相当を差し押さえた[40]。
- デンマーク- 3月6日、ロシア産天然ガスの依存からの脱却を目指すと発表した[41]。
- リトアニア- 4月2日、EU加盟国の中で初めてロシアからの天然ガス輸入を完全に停止した。ナウセダ大統領はツイッター上で、他の欧州諸国も輸入を停止するよう要請した[42]。

#### EU非加盟のヨーロッパ諸国
- ノルウェー - 2月27日、ヨーナス＝ガール・ストーレ首相は、世界最大級のソブリン・ウエルス・ファンドであるノルウェー政府年金基金で保有している1兆3千億ドル規模のロシア資産を売却し、ロシアからの撤退を発表した[43][44]。
- スイス - 2月28日、イニャツィオ・カシス大統領は、国内の金融機関にEUの制裁対象となったロシアの個人や企業との取引を禁じ、ロシアの資産凍結を発表した[45][46]。
- イギリス- 2月22日、ボリス・ジョンソン首相は、ロシアの5つの主要銀行、およびロシア連邦大統領ウラジーミル・プーチンらロシア上層部に対する制裁措置を発表した[47][48]。3月8日、同年末にかけてロシア産原油の輸入を段階的に停止すると発表した[49]。3月10日、イギリス政府は、チェルシーFCのオーナーを務めていたロマン・アブラモヴィッチに対して資産凍結や渡航禁止令などの制裁を科した[50]。

#### 南北アメリカ、オセアニア
- アメリカ合衆国
  - 2月22日、ジョー・バイデン大統領は、ロシア開発対外経済銀行（ロシア語版）、プロムスビャジバンク（ロシア語版）の2銀行と、ロシアのソブリン債務に対する包括的な制裁を発表した[51]。
  - 2月24日、ロシアによるウクライナ侵攻を受け、ロシアに対する追加制裁措置を発表した。ロシア第2位のVTB銀行など新たに4行を制裁の対象とし、ロシアがドルや円、ユーロ、ポンドでビジネス取引を行う能力を制限した。バイデン大統領は、NATO加盟国の支援を理由として東欧に7,000人規模の米兵の派遣を決定した[52]。
  - 3月8日、バイデン大統領は、ロシア産の原油、天然ガス、石炭などの輸入を禁止すると発表した[49][53]。これに伴う原油価格高騰への対策として、経済制裁しているベネズエラに、米国に直接供給することを禁輸措置緩和の条件として求めた。しかし、制裁理由の人権問題がまったく改善していない中での交渉は、米議会の一部議員からは批判の声も上がった[54]。また、石油輸出国機構（OPEC）のサウジアラビアとアラブ首長国連邦（UAE）からは電話会談を拒否された[55]。
  - 3月11日、バイデン大統領は、ロシアとの「恒久的正常貿易関係（PNTR）」を無効とし、世界貿易機関ルールに基づくロシアの最恵国待遇を撤回すると表明した[56]。追加の経済制裁としてロシアからのウォッカ、魚介類、非工業用ダイヤモンドなどの輸入禁止、ロシアへの高級時計や高級車の輸出禁止、暗号資産の監視強化などを打ち出した[57]。
  - 4月6日、ロシア兵によるウクライナでの市民への虐殺行為が判明したことを受け、バイデン政権によるロシアに対する追加制裁を決定した。ロシア最大手のズベルバンク、民間最大手のアルファ銀行に対して資産凍結に加え、アメリカの国民や企業との全ての取引を禁止との取引を禁止し、ロシア政府関係者への制裁としてプーチン大統領の娘2人やセルゲイ・ラブロフ外相の妻や娘、ドミートリー・メドヴェージェフ前大統領の資産凍結が含まれる[58]。
  - 2024年5月、ロシア産ウランの輸入を禁止する法律が成立。ロシア政府も同年11月に、アメリカへの濃縮ウランの輸出を制限することを発表した。2023年、アメリカにおける原子力発電所向け濃縮ウランの1/4はロシアから輸入している状況にあった[59]。
- バハマ - 3月12日、欧米などの制裁対象になったロシア企業との取引を停止した。3月18日、バハマの中央銀行は、同国の金融機関にあるロシア関連の金融資産が約30億ドルに上ると明らかにした[60]。
- オーストラリア - 2月24日、スコット・モリソン首相は、ロシア連邦安全保障会議のメンバー8人を対象とした渡航禁止と金融制裁を発表した[61]。
- ニュージーランド - 2月25日、ジャシンダ・アーダーン首相は、渡航禁止やロシア連邦軍および治安部隊との商取引禁止からなる制裁措置を発表した[62]。

#### アジア
- 日本
  - 2月23日、岸田文雄首相は、二地域関係者の査証発給の停止および資産凍結、二地域との輸出入の禁止、ロシア政府による新たなソブリン債の日本での発行・流通の禁止などの制裁を行うと発表した[63]（「二地域」については「ルガンスク人民共和国」「ドネツク人民共和国」参照）。
  - 2月25日、岸田首相は、侵攻を受けた追加制裁として、プーチンを筆頭としたロシア政府関係者を含む個人や団体に対する資産凍結と査証の発給停止、ロシア開発対外経済銀行およびプロムスビャジバンク、バンク・ロシヤの3銀行の資産凍結、ロシアの軍事関連団体への輸出、国際合意に基づく規制品目や半導体など汎用品のロシア向け輸出の規制を行うと発表し、『官報』で告示された[64][65][66]。また3月3日には、ロシアのウクライナ侵攻を協力したとされるベラルーシについても、アレクサンドル・ルカシェンコ大統領を筆頭とした政府関係者を含む個人に対する資産凍結などの制裁措置を発表し、官報で告示された[67]。
  - 2月27日夜、岸田首相は、SWIFT（国際銀行間通信協会）の国際決済ネットワークから一部のロシアの銀行を排除する措置に日本も加わると表明した[68]。
  - 3月2日、岸田首相は、国際送金・決済システムのSWIFTからのロシア排除について欧州と調整しており、制裁効果を確認した上で必要であれば追加策も検討する考えを表明した[69]。
  - 3月14日、金融庁と財務省は、国内の暗号資産の交換業者に対し、ロシアの制裁対象者との取引を停止するよう要請した[70]。
  - 3月16日、岸田首相は、ロシアへの貿易上の優遇措置「最恵国待遇」を撤回する方針を表明した[71]。
- 韓国 - 2月24日、文在寅大統領は、ロシアへの経済制裁への参加を表明した[72]。2月28日、外交部はロシアに対する経済制裁を含むウクライナ情勢への措置・対策の概要を発表した[73]。3月8日、政府は、ロシア中央銀行が韓国ウォン建てで保有している資産を凍結し、取引を停止した[74]。
- 中華民国（台湾） - 2月25日、蘇貞昌行政院長は、ロシアへの制裁を発動する考えを表明した。また、半導体受託生産で世界最大手のTSMCは、全ての輸出管理規則を順守すると発表した[75]。
- シンガポール - 3月5日、外務省は、ロシアへの制裁として、ロシアの銀行4行との取引をシンガポール国内の金融機関に禁じると発表した[76]。

#### SWIFTからのロシア排除
- 2月24日、EUはブリュッセルで緊急首脳会議を開催。ゼレンスキー大統領がオンラインで参加し、国際銀行間の送金・決済システムである国際銀行間通信協会（SWIFT）のロシア排除を求めたが、ロシアに天然ガス輸入を依存するドイツやイタリア、ハンガリーなどが難色を示した[25]。その後イタリアが容認姿勢を見せ、2月26日、ドイツがロシアを部分的に排除する考えを示した[77]。
- 2月26日、アメリカ、イギリス、ドイツ、イタリア、カナダ、欧州委員会は、ロシアの分離共和国承認とウクライナ侵攻により金融制裁の対象となっているロシア大手銀行にSWIFT排除に合意したと発表した。また、ロシア連邦中央銀行にも制裁を科し、外貨準備に対する制限を行う[78][79]。
- 2月27日夜、岸田首相は「暴挙には高い代償を伴うことを示していく。国際社会はロシアの侵略により、ロシアとの関係をこれまで通りにしていくことは、もはやできないと考えている」と述べ、日本も同様にSWIFTからロシアの一部銀行を排除すると表明した[80]。
- 3月2日、岸田首相は、SWIFT排除について欧州と調整しており、制裁効果を確認した上で必要であれば追加策も検討する考えを表明した[69]。
- 3月9日、EUは、ベラルーシについて、SWIFTから3銀行を排除することを決定した。ロシアの制裁逃れを防ぐ狙いがあるとされる[33]。
- 3月12日、ロシア7銀行のSWIFTからの排除措置が発効[81]。なお、ロシア最大手のズベルバンクや、国有ガス会社ガスプロム傘下のガスプロムバンクの排除は見送られた[81]。
- 6月2日、ロシア最大手行のズベルバンクのSWIFTからの排除が正式決定された[82][83]。

### ロシアへの最恵国待遇の停止
国際社会によるロシアへの経済制裁として、 ロシアに対する最恵国待遇の撤回及びこれに伴う関税の引き上げが行われている。

## 原油・エネルギー

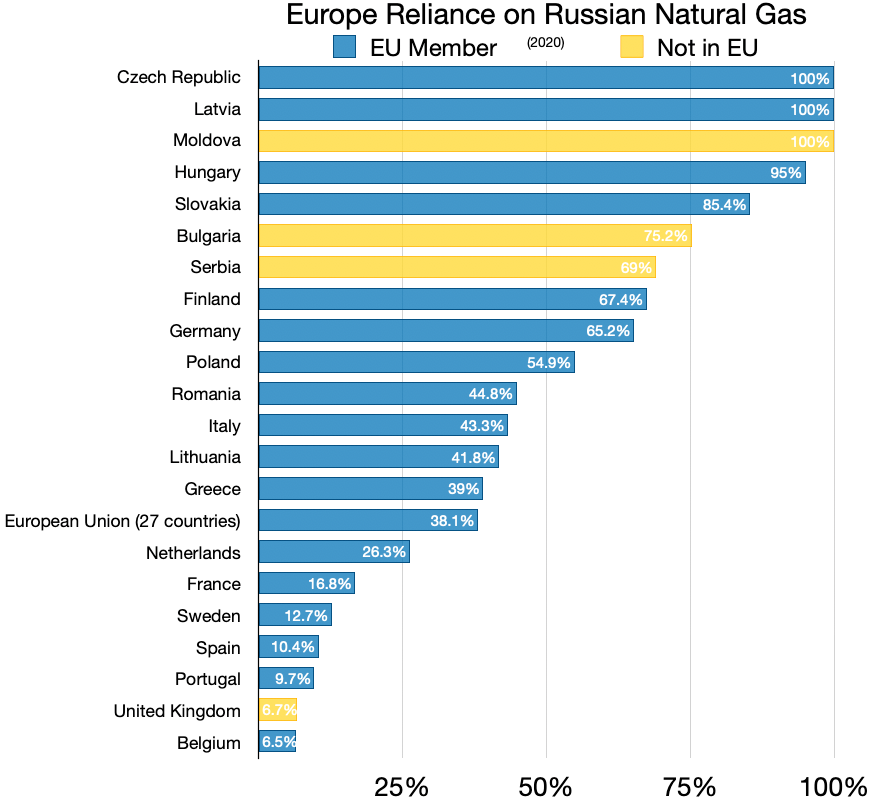
西欧のロシア天然ガスへの依存度

- 2月24日、ニューヨーク原油市場では、ロシアによるウクライナへの軍事侵攻によって産油国ロシアからの供給が滞る懸念が強まり、原油価格の国際的な指標となるWTIの先物価格が一時、1バレル＝100ドルを超えた。WTIが1バレル＝100ドル台をつけるのは、2014年7月30日以来、7年7か月ぶり[85][86]。
- 同日、ブレント原油の価格は2014年以来初めて1バレル100ドルを一時的に上回った[87][88]。
- 2月27日、世界7大石油ガス会社の1つで、ロシアで最大の外国投資家であるBPは、ロシア最大の国営石油会社ロスネフチの株式（19.75%）を売却し、ロシア国内での合弁事業も全て解消すると発表した[89][90]。
- 2月28日、カナダ政府は、ロシアの原油輸入の禁止を発表した[91][92]。
- 3月2日、ロンドンに上場しているガスプロム、ロスネフチ、ルクオイルの株式は、88〜99.6％の価値を失った[93]。
- 3月2日までに、2021年9月の時点で14000億ドルだったルクオイルとロスネフチの時価総額は、93億ドルに下がった。ロシアの全面侵攻以後、1週間足らずで1300億ドルの価値が失われた[93][94]。
- 3月28日、G7は緊急エネルギー担当相会議をオンラインで開催。プーチン大統領が、ロシア産天然ガスの代金について欧州や日本などにロシア・ルーブルでの支払いを求める方針を示したことについて、拒否する方針で一致した[95]。
- 3月31日、米国のバイデン大統領は、過去最大規模となる計1.8億バレルの石油備蓄の放出に踏み切ると表明した[96]。
- 同日、プーチン大統領は、「非友好国」に指定した48の国への天然ガスの輸出について、ルーブルでの支払いを求める大統領令に署名した。代金をルーブルで支払わない場合はガス供給を停止するとしている[97]。
- 4月8日、EUがロシア産石炭の輸入禁止を開始[98]。石炭禁輸によりロシアが受ける損失は、年間40億ユーロ（約5400億円）にのぼる[98]。
- 5月30日、EUがロシア産石油の輸入禁止で合意[99]。
- 6月2日、EUはロシア産原油の禁輸を正式決定した[82][83]。

戦況悪化によってロシア原油の買い手が見つからないことに加え、さらに戦時中の黒海での航海に関して、主要な海運会社は、石油輸出ターミナルノヴォロシースクからのタンカーに戦争保険を要求するようになった。ノヴォロシースクを経由するテンギス油田のカザフ原油にも影響を及ぼしている。
西欧諸国のロシア産天然ガスへの依存度は、チェコ・ラトビア・モルドバが100%であり、ハンガリー95%、スロヴァキア85.4%、フィンランドは67.4%、ドイツ65%、ポーランド54.9%、EU平均38%、フランスは16.8%、スウェーデンは12.7%、イギリスは6.7%、ベルギーは6.5%である。

## ロシア産 化石燃料の購入額
先進国による対ロ経済制裁中も、ロシア産の化石燃料の輸入は続いている。CREA「Russia Fossil Tracker」の2023年1月1日～2024年2月19日までの各国の輸入額累計は下記の通りである。
| 順位 | 国家     | 購入額       |
| ---- | -------- | ------------ |
| 1    | 中国     | 15兆4000億円 |
| 2    | インド   | 8兆1000億円  |
| 3    | EU       | 5兆8000億円  |
| 4    | トルコ   | 5兆7000億円  |
| 5    | ブラジル | 1兆2000億円  |
| 13   | 日本     | 6500億円     |

## 金融
ロシアの株式市場は、侵略の初日である2月24日にRTS指数で39％下落し、翌日には26％回復したが、2月28日、モスクワ証券取引所は休業した。3月3日、3月4日、3月7日、3月8日にも市場は閉鎖された。モスクワ証券取引所とサンクトペテルブルク証券取引所は業務を停止した。
2月24日、ロシアによるウクライナへの攻撃を受けて、外国為替市場ではロシアの通貨ルーブルを売る動きが急速に強まり、ドルに対して一時、1ドル＝89ルーブル台まで値下がりしてこれまでの最安値を更新した。これを受けてロシアの中央銀行は通貨の安定に向けて市場介入に踏み切ることを決めたと発表した。また、モスクワの取引所は24日、株式などの取り引きを一時、停止する措置を取った。その後、株式市場で取り引きが再開されると売り注文が殺到してRTS指数は前日に比べて30％を超える値下がりとなった。ロシア・ルーブルは記録的な安値に下落した。
ATMには預金を引き出すための長蛇の列ができた
2月26日のEUによるロシアのSWIFT排除が発表されると、ルーブルは対U.S.ドルで30%下落した
ロシア中央銀行は、2014年のクリミア併合以来の市場介入を発表し、主要政策金利を20％に引き上げた。
制裁により、ロシアのソブリンウェルスファンドは消滅のリスクにさらされている。3月7日、ルーブルは、₽142.46/$1の水準となった
2月28日、マスターカードは、ロシア金融機関を支払いネットワークから制限した。3月1日、Visaは、制裁リストに載っている人をブロックするなど追加制裁の準備ができていると発表し、暗号通貨取引所Binanceも、制裁リストに載っている人への提供を停止すると発表した
3月2日、ロンドン証券取引所がロシア証券の取引を停止した。
4月6日、ロシア財務省は4月4日に支払期限を迎えたドル建て国債の償還と利払い計6億4920万ドル（当時レート日本円約805億円）を、自国通貨ルーブルで行ったと発表した。30日間の猶予期間が設けられているものの、デフォルトに陥る懸念が一段と高まった。
4月11日、国際スワップデリバティブ協会のクレジットデリバティブ決定委員会が、前月の利払いを行わなかったロシア鉄道に対し債務不履行を認定した。
4月16日、ムーディーズはロシア政府が国債の償還などを自国通貨ルーブルで行ったことについて、「自社基準に照らすと、債務不履行（デフォルト）にあたる可能性がある」との見解を発表した。ただ、同社はロシア発の債券への格付け業務から撤退しており、今回も格付け判断ではないとしている。
5月24日、アメリカがロシア国債の元利払いの受け取りを認めていた財務省の特例を延長せず、25日に失効すると発表。
6月1日、クレジットデリバティブ決定委員会はロシアのドル建て国債で「支払い不履行」（実質的なデフォルト）が起きたと認定した。
6月27日、ロシアが外貨建て国債の利払い約１億ドル（当時レート約135億円）を猶予期限までに実行できず、デフォルトに陥った。支払い余力があるにもかかわらず、経済制裁によって手続きが進められなかった異例の事態で、ロシアによる外貨建て国債のデフォルトは、ロシア革命後の1918年以来、約1世紀ぶりとなる。
7月15日、EU欧州委員会は、ウクライナに侵攻したロシアに対する制裁の維持・強化案を発表し、新たにロシア産の金の輸入を禁じることなどを盛り込んだ。金禁輸を決定済みの米英日などと足並みをそろえ形となる。

## ロシアGDP
- 5月1日、ロシア中央銀行は2022年のロシアGDPの見通しを発表し、最大10％のマイナス成長となるとの分析を示した[132]。

- 7月22日、ロシア中央銀行は2022年のロシアGDPの見通しを修正し、マイナス6.0％～マイナス4.0％とした[133]。

## 食料・作物
ウクライナとロシアはともに穀物の大生産国であり、世界の食料供給にも影響が及んでいる。国連食糧農業機関（FAO）の2022年5月6日の記者会見によると、ロシアによる侵攻や海上封鎖でウクライナの港湾から輸出できず滞留している穀物は2500万トンに達しているほか、ロシアがウクライナで穀物を略奪しているという情報もある。
小麦価格は2008年以来最高値となった。ウクライナはトウモロコシと小麦の輸出国であり、ひまわり油では世界最大の輸出国である。ロシアとウクライナは合わせて世界の小麦供給の29％、世界のひまわり油の輸出の75％を輸出している。シカゴ商品取引所の小麦先物価格が急騰し、トウモロコシと大豆の価格も急騰した。ウクライナの作物を生産能力は大きく減じ、ロシアの作物の禁輸は食料価格のさらなるインフレを引き起こすとみられ、戦闘が停止したとしても、回復に数年もかかるとも指摘される
エジプトなどのロシアやウクライナからの輸出に大きく依存している国々が圧迫される。
3月4日、FAOは、世界の食料価格指数が2月に史上最高に達し、前年比で24％上昇したと報告し、影響は多大になるとみられる。
3月14日、ロシア政府は、アルメニア・ベラルーシ・カザフスタン・キルギスタンへの穀物と砂糖の輸出を一時的に制限すると発表した。輸出制限は穀物が6月30日まで、砂糖は8月31日まで。国内の食料自給に万全を期すのが狙いとされる。
5月14日、小麦生産量世界2位であるインドは小麦の国内価格の上昇を抑制し、自国の食料安全保障を優先するため、小麦の輸出の停止を決定した。ただし、既に発行済みの信用状の裏付けがあり、食料安全保障上必要とされる国への輸出は許可される。この決定により小麦の国際価格がさらに上昇し、貧困国へ影響が及ぶ恐れがある。
一方、日本ではロシアからの水産物輸入額が旧ソ連が崩壊した翌年の1992年以降過去最高となり、前年比12.9％増の1,552億円に達した。円安や不漁に加えて、アメリカが禁輸としたズワイガニなどの代替輸出市場として、ロシアがアジアへの輸出を増やしたことが影響しているとみられる。日本政府はロシアへの経済制裁として木材やウォッカなどの輸入を禁止しているが、水産物は対象に含まれていない。

## 原材料
ロシアは木材、アルミニウム、ニッケル、パラジウム、セメントなど多くの原材料を輸出しているが、経済制裁により輸出が困難となり、新型コロナウイルスからの経済回復による需要増加と合わさって各国で値上がりが続いている。特に住宅用の木材が不足する「ウッドショック」が深刻となっている。日本では円安傾向と合わさり住宅価格への影響が大きい。

## 物流・交通
日欧間など世界の物流・交通にも影響が出ている。日本企業は侵攻開始直後の2022年3月上旬にシベリア鉄道の利用を中止した。
空運は経済制裁と安全確保のため日欧間路線を中心に3月以降、一部運休後順次、ロシア上空を避けて北極圏の北米大陸寄りやロシアより南方のアジアを経由するようになっていて、上空偏西風を利用するので欧州発南回り、日本発北回り航路が主流だが、アライアンス拠点位置により経由便で運航する会社もあり、欧州/極東路線を運航するエアラインのコロナを乗り切り弱った財務状況や路線計画に大きな影を落としている。
ロシアへ航空機リースしているリース会社の多くがEUによる3月28日までに契約終了する制裁に基づき返却を求めていたが返却せず、EU制裁対抗措置でロシア大統領がリース航空機使用権をロシアの航空会社に移行できる大統領令署名したためリース会社に関係なくロシア航空会社によるリース機の強奪が合法化されたため、世界で最も多くの航空機を保有するリース企業のエアキャップは、ロシア当局によって航空機113機と11基のジェットエンジンを接収され失った。そのため1〜3月期は20億ドルの赤字決算となった。
ロシア国内エアラインへの欧米制裁の影響で欧米製メーカーはアフターケアや整備を制限していてロシア籍の欧米製航空機は予備部品も入り難い状況になっていて、共食い整備も始まっている。
また、ロシア航空会社では侵攻後の人材流失が始まっていたが、9月の一部動員により更なる拍車がかかり多くの国際線の制裁による運休以上に乗務員欠員による欠航も増えていくとみられている。
海運ではロシア人とウクライナ人が多かった船員の不足、ロシアからのパイプラインによる天然ガス輸入の削減・停止に伴うLNG船の需要急増など海運にも混乱が生じている。

## 各種企業の対応
米国のイェール大学経営大学院の調査では、ロシア事業の撤退・縮小を決めた外国企業は2022年4月時点ので750社を超える。
各国の企業経営者ら要人が集まる世界経済フォーラムは2022年総会（ダボス会議）でロシアの参加資格を停止し、前年までロシアが投資誘致に使っていた施設はロシアの戦争犯罪展示に転用された。さらにウクライナの大統領ウォロディミル・ゼレンスキーは2022年5月23日にオンライン参加して「企業ブランドが戦争犯罪と結びついてはならない」とロシアからの企業撤退と貿易停止、経済制裁の加速を要請した。
- 2月27日
  - BPは、19.75%保有していたロシア石油大手ロスネフチの株を売却し、ロスネフチと手がけてきたロシア国内での合弁事業も解消しロシアから事実上撤退することを発表した。また、BPのCEOのバーナード・ルーニー（英語版）および前CEOのボブ・ダドリー（英語版）はロスネフチの取締役を即時辞任した[154]。
- 2月28日
  - Netflixは、ロシア国営放送を同国のサービスに追加する計画はないと明らかにした[155]。
  - ABボルボは、ロシアでの生産と販売を全て停止したと発表した。ボルボ・カーズもロシアへの自動車の出荷を停止した[156][157]。
  - ダイムラー・トラックは、ロシアで現地商用車大手カマズとの合弁事業の凍結を発表した[157]。
  - ゼネラルモーターズは、ロシア向けの自動車輸出を当面停止すると発表した[158]。
  - マスターカードは、同社の決済網からロシアの複数の銀行を排除したと発表した。また、ウクライナの人道的支援のために200万ドルを寄付することを明らかにした[159][160]。3月5日、ロシアにおけるカード決済事業の停止を発表した[161]。
  - シェルは、ロシア・サハリン沖の石油・天然ガス開発事業「サハリン2」からの撤退を発表[162]。
  - エクイノールは、ロシアの合弁事業からの撤退を開始すると発表した[163]。
  - エリクソンは、ロシアへの製品などの納入を全て停止することを明らかにした[164]。
  - フィンランドの酒類販売独占企業のアルコは、店頭とオンラインでロシア製アルコール飲料の販売を停止した[165]。
  - ロシア連邦中央銀行は、経済制裁の影響によるルーブルの急落を受けた緊急措置として、政策金利を従来の約2倍の20%に利上げすることを発表した[166]。
- 3月1日
  - Visaは3月1日までに、同社の決済網からロシアの複数の銀行を排除したと発表した。また、ウクライナの人道的支援のために200万ドルを寄付することを明らかにした[159]。3月5日、ロシアにおけるカード決済事業の停止を発表した[161]。
  - Appleは3月1日までに、ロシアでの同社製品の全ての販売を停止した。ロシア以外の国では、アップストアからロシア政府系メディアの「RT」「スプートニク」のアプリを削除した[167]。
  - ナイキは3月1日までに、ロシア国内で自社サイトでの商品販売を停止した[168]。3月3日、ロシア国内の全店舗を一時閉鎖すると発表[169]。
  - フォード・モーターは、ロシアの合弁工場での商用車の生産を停止すると発表した[168]。
  - BMWは、ロシアでの自動車生産とロシアへの輸出を停止すると発表した[168]。
  - ハーレーダビッドソンは、ロシア事業とロシアへの輸出を停止したと発表した[170]。
  - ジャガーランドローバーは、ロシアへの輸出を停止したと発表した[170]。
  - エクソンモービルは、ロシア・サハリン沖の石油・天然ガス開発事業「サハリン1」から撤退するため、操業停止に向けたプロセスを開始したと発表した[171]。
  - トタルエナジーズは、ロシアでの事業を継続すると発表する一方で、「今後はロシアでの新規プロジェクトに資金を提供しない」と表明した。また、この日の声明で「欧州諸国による対ロシア制裁を支持する。自社のロシアでの活動への影響に関係なく、制裁活動を履行する」と述べた[172]。
  - ボーイングは、ロシアの航空会社への部品・メンテナンス・技術サポートを停止したと発表した[173]。
  - YouTubeは、ロシア政府系メディアの「RT」「スプートニク」の公式チャンネルを欧州域内で視聴できない措置を取ったと明らかにした[174]。
  - アディダスは、ロシアサッカー連合とのパートナーシップを解消した[175]。
  - ノルウェーの酒類専売公社のヴィンモノポレットは、国内の酒店からロシア産アルコール飲料を撤去すると発表した[176]。
- 3月2日
  - Spotifyは、ロシアの事務所を無期限に閉鎖すると発表した[175]。
  - H&Mは、ロシアでの全ての販売を一時的に停止すると発表した[175]。
  - トヨタ自動車は、部品の調達や物流に悪影響が出ていることから3月4日からサンクトペテルブルクにあるトヨタ・モーター・マニュファクチャリング・ロシアの工場を当面生産停止することを決定した[177][178]。
- 3月3日
  - Googleは、ロシアでのオンライン広告の販売を停止したと発表した。検索サービスやYouTube、提携関係にある外部のコンテンツ提供者も対象に含まれるとした[179]。
  - イケアは、ロシアとベラルーシでの全ての輸出入を停止するほか、ロシアでの生産も一時的に停止すると発表した[180]。
- 3月4日
  - マイクロソフトは、ロシアでの全製品およびサービスの新規販売を停止すると発表した[181]。
  - Steamで配信されている「Book of Demons」「Goldmine」「Ebony Spire:Heresy」「Space Mercs」の4タイトルの配信者は、ロシア向け価格を日本円で約6900円～約1500万円に値上げした[182]。
  - 任天堂は、ロシア向けニンテンドーeショップがメンテナンスモードに入った事を明らかにした。任天堂は「ロシア向けニンテンドーeショップが使用している決済サービスがルーブルでの支払い処理を停止したため」と説明している[183][184]。
  - ミシュランは、ミシュランガイドでのロシアのレストランの推薦を全面停止した[185]。
  - エルメスは、ロシアの店舗を一時閉鎖し、同国での全ての商業活動を停止すると表明した[186]。
  - アドビは、ロシア国内におけるサービス停止および商品の販売停止を発表した。あわせて、ロシア国営メディアから同社のクラウドサービスへのアクセスを停止した[187]。
  - PayPalは、ロシアでのサービスを停止すると発表した[175]。
  - トヨタ自動車は、ロシアトヨタのサンクトペテルブルク工場での車両生産およびロシア国内での完成車輸入を停止した[188]。
  - パナソニックは、グループとしてロシアへの家電の出荷を原則停止すると発表した[189]。

- 3月5日
  - インディテックスは、ロシアにある全502店舗を一時休業した。オンラインでの販売も停止した[190]。
- 3月6日
  - アメリカン・エキスプレスは、ロシアでの事業を停止すると発表した。ベラルーシでのすべての事業も停止した[191]。
  - 中国系動画投稿アプリ「TikTok」は、ロシアでの動画サービスを一時停止すると発表した[191]。
  - Netflixは、ロシアでの全サービスを停止した[191]。
  - 住信SBIネット銀行が24日に予定していた東京証券取引所へのIPOの延期を決定した[192][193]。その後、同行はウクライナ情勢や市場動向の変化などを理由として、上場や株式売り出しを見合わせることを7日に発表した[194]。その後、同行は同年10月7日に再度上場申請している[195]。
- 3月7日
  - アメリカの格付会社ムーディーズは3月7日までに、ロシアの信用格付けを下から2番目の「Ca」（デフォルトに陥っているか、それに近い状態にある）に引き下げると発表した[196]。
  - ロンドン貴金属市場協会（LBMA）は、ロシアの貴金属精錬業者6社の認定を停止したと発表した[197]。
  - リーバイスは、ロシアでの一時休業を発表した[198]。
  - ファーストリテイリングは、ロシア国内50店舗で運営するユニクロについて、当面の営業継続を明言した[199]。同社広報は、CEOの柳井正の｢衣料は生活必需品｣であり｢ロシアの人々も我々と同じように生きる権利がある｣と述べたことを明らかにした[200]。各国のロシアへの経済制裁を受けての同社の方針に批判の声も上がり、不買運動を呼び掛ける意見もあった[201]。同社は約11億5千万円の寄付や衣服の提供などウクライナへの支援を表明したが、業界大手のインディテックスとH&Mがロシアでの事業一時停止を決定していることからも議論となり[202]、3月10日に方向転換し、ロシアでの事業一時停止を発表、1週間～10日ほどの準備期間を経て、ロシア国内の全50店舗の営業を休止した[203]。
- 3月8日
  - JCBは、ロシアでのクレジットカード決済サービスを日本時間の14日から停止すると発表した。ロシア国内で発行されたJCBカードは同国内では使えるが、国外では使えなくなる。ロシア国外で発行されたカードはロシアで使用できない[204]。
  - シェルは、ロシア事業を全面的に終了すると発表[162]。
  - マクドナルドは、ロシアでの事業を停止すると発表した。同社の声明では、ロシア国内にいる6万2千人の従業員に対して給与は引き続き支払うとしている[205]。同年5月16日、マクドナルドはロシアから完全に撤退することを決定した[206]。5月27日、マクドナルドがロシア国内の店舗をロシアにおけるフランチャイザーであるアレクサンドル・ゴボルに売却すると報じられた。6月12日、モスクワ市内の15店舗が「フクースナ・イ・トーチカ」という新しいブランドで営業を再開した[207]。
  - スターバックスは、商品の出荷を含め、ロシア事業を全面停止すると発表した[208]。
  - コカ・コーラは、ロシアでの事業を停止すると発表した[208]。
  - ペプシコは、ロシアでの飲料販売を停止すると発表した。ただし、牛乳などの乳製品や粉ミルク、ベビーフードなど生活必需品の販売は継続するとした[209]。
  - Amazon Web Servicesは3月8日までに、ロシアとベラルーシにおけるクラウドサービスの新規契約を停止したと発表した[210]。
  - ヤム・ブランズは、新規投資を凍結し、展開するケンタッキー・フライド・チキン (KFC) のロシア国内の約1000店舗のうち約70店舗の直営店の営業停止を発表した[211]。一部店舗を営業停止としたのは、多くの店舗がフランチャイズ店で、迅速に営業停止を実施出来ないためと説明された[211]。また、同社が展開するピザハットも約50店舗はフランチャイズ店で迅速な営業停止が出来ない一方、新規契約は凍結すると発表[211]。
  - ロレアルは、ロシアの店舗を一時閉鎖し、同国への投資を停止すると発表。それとともに「ロシアのウクライナ侵攻と同国での戦争を強く非難する。この戦争でウクライナ人に甚大な苦しみがもたらされている」との声明を発表した[212]。
  - イェール大学経営学部の副学科長の作成したリストでは、3月8日までに何らかの措置を取った企業や団体の数は200以上となった[213][214]。
- 3月9日
  - ソニー・インタラクティブエンタテインメントは、新作ゲームソフト「グランツーリスモ７」を含むソフトウエアおよびハードウエアのロシアへの出荷をすべて停止すると発表した。ロシアでの「プレイステーションストア」の運営も停止する[215]。
  - セイコーエプソンはロシアとベラルーシとの新規取引を停止した[216]。
  - オムロンは、ロシアとウクライナ向け事業を前の週から停止していることを明らかにした[217]。
- 3月10日
  - リオ・ティントは、ロシアとの商業関係をすべて打ち切ると発表した[218]。
  - ゴールドマン・サックスは、ロシア事業から撤退する計画を明らかにした。アメリカ金融大手のロシアからの撤退意向は初とみられる[219]。
  - ソニー・ミュージックグループは、ロシアでの事業活動を停止したと発表。世界的な人道支援への協力を続けると述べた[220]。
  - 日立は、ウクライナの副首相の要請を受けてロシアでの事業を当面の間停止すると発表[221]。
  - 三菱電機は、ロシアでの事業を停止したと発表した[222]。
- 3月11日
  - 花王は、ロシア向けの商品出荷を一部停止すると発表した。広告活動も中止する。紙おむつや生理用品の一部は子供や女性の生活に欠かせないため出荷を続けるとする[223]。
  - ドイツ銀行は、ロシアでの事業を段階的に縮小すると発表した。新規事業も行わないと述べた。同行は前日までロシアからの完全撤退を拒んでいたが、投資家からの圧力が強まり、方針を転換した[224]。
  - YouTubeは、ロシア国営メディアと関連するチャンネルをブロックし、世界中で見られなくなるよう措置を講じた。これらのチャンネルはヨーロッパですでに見られなくなっていたが、全世界に広げた[225]。
  - Niantic, Inc.は、スマートフォンアプリ「Pokémon GO」のロシアとベラルーシでの提供を停止した[226]。
  - 半導体製造用ガス「ネオン」を生産するウクライナの主要メーカー、インガスとクライオインが操業を停止した。2社は、半導体製造に使われるレーザー光の生成に必要なネオンの世界供給の45～54％を生産している[227]。
- 3月14日
  - ブリヂストンは、18日からロシアの乗用車用タイヤ工場の稼働を停止すると発表した。新規の設備投資も凍結する。ロシア向けのタイヤ輸出は14日に停止した[228]。
  - グルーポ・ビンボは、ロシアでの販売、新規投資、広告活動を停止すると発表した[229]。
- 3月22日
  - S&P グローバルは、ロシアとベラルーシの顧客に対し全商品のサービス提供を停止すると発表した[230]。
- 3月23日
  - ルノーは、モスクワ工場の操業停止を決めたと発表した。ウクライナのゼレンスキー大統領がこの日にフランスの国民議会で行ったオンライン演説を受けての判断とされる。ゼレンスキー大統領はルノーや小売り大手オーシャンなどを名指し、ロシアで活動を続けているフランス企業に「ロシアの兵器のスポンサーであることをやめるべきだ」と撤退するよう訴えた[231][232][233]。
- 3月28日
  - ハイネケンは、ロシアでの事業から撤退することを決めたと発表した。従業員1800人の給与は2022年末分まで支払うと約束した[234]。
  - カールスバーグは、ロシアからの撤退を発表。同国での全事業を譲渡する意向を示した[234]。
- 4月5日
  - インテルは、ロシアでの事業を停止したと明らかにした。「インテルは国際社会と共にロシアによるウクライナとの戦争を非難する。また速やかな平和への復帰を求める」と表明した[235]。
- 4月12日
  - ノキアは、ロシア市場から撤退することを明らかにした[236]。
- 4月20日
  - インドのタタ・スチールは、ロシアとの取引を停止すると発表した。同社はロシア国内に拠点を設けていないが、製鋼工程で用いる石炭をロシアから輸入している[237]。
  - ENEOSホールディングスの杉森務会長は、ロシア産の原油について「ウクライナ問題が解決されない限り、買うつもりはない」と述べた。代替として、当面はすでに取引のあるサウジアラビア、アラブ首長国連邦、クウェートなど中東地域からの調達を考えているという[238]。

## 周辺国経済への偶発的影響
- 4月14日、ウクライナやロシアと共に黒海に面するトルコでは、ウクライナ侵攻地域から漂流してくる機雷の浮遊が沿岸で散見され、トルコ当局による夜間漁の禁止令や原油価格高騰も相まって、漁師たちの多くは漁期期限を待たずに操業を早めに切り上げたり待機していることが報じられた[239]。それに先立った3月には機雷の漂流の可能性がロシア側から指摘されており、海運交通の要所ボスポラス海峡や地中海に漂流することもありえるとしていた[240]。